# 飛輪閃耀
飛輪閃耀（英語：Tourbillon Diamond，來港前稱，前譯「非洲泳將」），是一匹曾在澳洲和香港出賽的已退役賽駒，來港後先後由沈集成、廖康銘訓練。

## 簡介
週歲價為7,000澳元的「飛輪閃耀」以澳洲昆士蘭為基地，由兩歲至三歲賽績上與「包裝永勝」互有勝負。其代表作是於來港前最後一戰出戰2400米一級賽澳洲打吡，當時在香港賽馬會轉播賽譯名為「非洲泳將」，結果於羅理雅胯下以冷門身份跑獲季軍，不敵「思想敏捷」及「超級軍團」，卻先於「包裝永勝」過終點。其後，「飛輪閃耀」被運來香港服役，加盟沈集成馬房。
2020年11月29日，「飛輪閃耀」於香港首次出賽。
2020年12月13日，「飛輪閃耀」打開其在港的勝利之門。
2021年11月7日，巴度策騎「飛輪閃耀」勝出國際三級賽婦女銀袋賽。賽後，巴度說道：「今仗對我來說是一場很順利的賽事，沿途走位順暢，我亦有機會讓坐騎有回氣的時間，雖然早段略為消耗了一些氣力跟隨領放馬匹，但末段亦能交出強勁的加速力，以佳勢直奔終點。」他補充：「牠終於能重拾佳態，我們都知道牠有一段爆發力，而且牠亦能出閘俐落，有利牠佔取好位，今日牠能有順暢的走位，我們都感到高興。」
2022年4月24日，巴度策騎「飛輪閃耀」出戰國際一級賽女皇盃，不敵「浪漫勇士」，取得第二名。
2022年6月19日，巴度策騎「飛輪閃耀」勝出國際三級賽精英碟。賽後，巴度說道：「此駒才華洋溢，跑來相當勇猛、極具鬥心，是匹不可多得的佳駟。今次贏馬確屬實至名歸，能於負132磅的情況下奪冠而回，我認為馬兒的表現確實出色。能夥拍此駒取得優異成績，我感到相當幸運。我很感謝沈集成及馬主給予我的支持，他們的信賴令我發揮此駒時更添信心。」他補充：「牠今仗出閘的反應僅屬一般，有時馬兒起步可以更為俐落，而我亦根據坐騎起步時的表現而稍為調整其陣上策略。我認為今賽早段具足夠步速，可讓坐騎輕鬆置中，我亦決定較預期早一點，即跑至約最後六百米處開始讓牠上前。藉此舉動我希望可以為牠取得更佳位置，同時毋須被他駒迫至更外疊競跑。而結果亦一如我預期，我策此駒開始推進後不久已能順利佔取更有利的位置，過程中也不太耗力，我認為這正正是今仗的勝負關鍵。」然而，「飛輪閃耀」在2022-2023馬季出賽10次，未能再添勝仗，只得兩場亞軍，結果於2023年7月20日轉投廖康銘馬房。
2023/2024年度馬季，「飛輪閃耀」轉投廖康銘後出賽八次，只曾取得一次亞軍。2024年3月12日宣告退役，正式結束其競賽生涯。

## 在港勝出賽事全紀錄
| 比賽日期   | 賽事名稱             | 賽事班次 | 賽道 | 賽事路程 | 比賽馬場 | 名次 | 完成時間 | 騎師   |
| ---------- | -------------------- | -------- | ---- | -------- | -------- | ---- | -------- | ------ |
| 13/12/2020 | 滿樂時讓賽           | 第二班   | 草地 | 1600米   | 沙田馬場 | 1    | 1:34.53  | 何澤堯 |
| 07/11/2021 | 莎莎婦女銀袋（讓賽） | G3       | 草地 | 1800米   | 沙田馬場 | 1    | 1:46.02  | 巴度   |
| 19/06/2022 | 精英碟（讓賽）       | G3       | 草地 | 1800米   | 沙田馬場 | 1    | 1:48.27  | 巴度   |

## 在港一級賽出賽全紀錄
| 比賽日期   | 賽事名稱         | 賽事班次 | 賽道 | 賽事路程 | 比賽馬場 | 名次 | 完成時間 | 騎師 |
| ---------- | ---------------- | -------- | ---- | -------- | -------- | ---- | -------- | ---- |
| 12/12/2021 | 浪琴表香港盃     | G1       | 草地 | 2000米   | 沙田馬場 | 5    | 2:01.07  | 巴度 |
| 20/02/2022 | 花旗銀行香港金盃 | G1       | 草地 | 2000米   | 沙田馬場 | 4    | 2:05.12  | 巴度 |
| 24/04/2022 | 富衛保險女皇盃   | G1       | 草地 | 2000米   | 沙田馬場 | 2    | 2:00.45  | 巴度 |
| 22/05/2022 | 渣打冠軍暨遮打盃 | G1       | 草地 | 2400米   | 沙田馬場 | 4    | 2:27.56  | 巴度 |
| 11/12/2022 | 浪琴香港盃       | G1       | 草地 | 2000米   | 沙田馬場 | 4    | 2:00.68  | 布文 |
| 26/02/2023 | 花旗銀行香港金盃 | G1       | 草地 | 2000米   | 沙田馬場 | 6    | 2:00.71  | 巴度 |
| 30/04/2023 | 富衛保險女皇盃   | G1       | 草地 | 2000米   | 沙田馬場 | 7    | 2:02.96  | 巴度 |

## 外部連結
- . 2021-11-07  [2021-11-07]. （原始内容存档于2022-04-13）. （页面存档备份，存于）
- . 2022-06-19  [2022-06-19]. （原始内容存档于2022-07-14）. （页面存档备份，存于）